# ليو ويلان
ليو ويلان (بالإنجليزية: Leo Whelan)‏ هو رسام أيرلندي، ولد في 10 يناير 1892، وتوفي في 6 نوفمبر 1956.

## وصلات خارجية
- ليو ويلان على موقع أوليمبيديا (الإنجليزية)